# Harthill (South Yorkshire)
Harthill – wieś w Anglii, w hrabstwie ceremonialnym South Yorkshire, w dystrykcie metropolitalnym Rotherham. Leży 16 km na południowy wschód od miasta Sheffield i 216 km na północ od Londynu. Miejscowość liczy 1909 mieszkańców.